# Лондоко завод
Лондоко завод (на руски: Лондоко-завод) е селище в Облученски район на Еврейската автономна област в Русия. Влиза в състава на Теплоозерското градско селище.
Административен център на бившето Лондоковско градско селище.
Населението през 2010 г. е 1067 жители, през 2017 г. – 917.

## География
Разположено е на 80 км западно от областния център, град Биробиджан, и на 76 км к североизточно от районния център, град Облучие.
Река Бира протича на 2 км южно от селището.

## История
Значението на думата „лондоко“ („лонгдоко“) от езика на (евенките), живели по-рано по тези места, се превежда като „хълм“ или, според друга често срещана интерпретация – „тигрова долина“.

## Демография
| 3550 | 2508 | 2266 | 1902 |